# Campeonato Mundial de Piragüismo de Estilo Libre de 2011
El III Campeonato Mundial de Piragüismo de Estilo Libre se celebró en Plattling (Alemania) entre el 20 y el 26 de junio de 2011 bajo la organización de la Federación Internacional de Piragüismo (ICF).

## Resultados

### Masculino
| Evento | Oro                          | Plata                         | Bronce                        |
| ------ | ---------------------------- | ----------------------------- | ----------------------------- |
| C1     | Dane Jackson Estados Unidos  | Philipp Hitzigrath · Alemania | Aitor Goikoetxea · España     |
| K1     | James Bebbington Reino Unido | Peter Csonka · Eslovaquia     | Stephen Wright Estados Unidos |

### Femenino
| Evento | Oro                       | Plata                        | Bronce               |
| ------ | ------------------------- | ---------------------------- | -------------------- |
| K1     | Claire O'Hara Reino Unido | Emily Jackson Estados Unidos | Ruth Gordon · Canadá |

## Medallero
| Núm. | País           | Oro | Plata | Bronce | Total |
| ---- | -------------- | --- | ----- | ------ | ----- |
| 1    | Reino Unido    | 2   | 0     | 0      | 2     |
| 2    | Estados Unidos | 1   | 1     | 1      | 3     |
| 3    | Alemania       | 0   | 1     | 0      | 1     |
| 3    | Eslovaquia     | 0   | 1     | 0      | 1     |
| 5    | Canadá         | 0   | 0     | 1      | 1     |
| 5    | España         | 0   | 0     | 1      | 1     |
|      | TOTAL          | 3   | 3     | 3      | 9     |